# Kapitanka, Vradiivka
Kapitanka (în ucraineană Капітанка) este un sat în comuna Huleanîțke din raionul Vradiivka, regiunea Mîkolaiiv, Ucraina.

## Demografie
Componența lingvistică a localității Kapitanka
     Ucraineană (96,05%)
     Română (2,63%)
     Rusă (1,32%)
Conform recensământului din 2001, majoritatea populației localității Kapitanka era vorbitoare de ucraineană (96,05%), existând în minoritate și vorbitori de română (2,63%) și rusă (1,32%).